# Zell am See (stad)

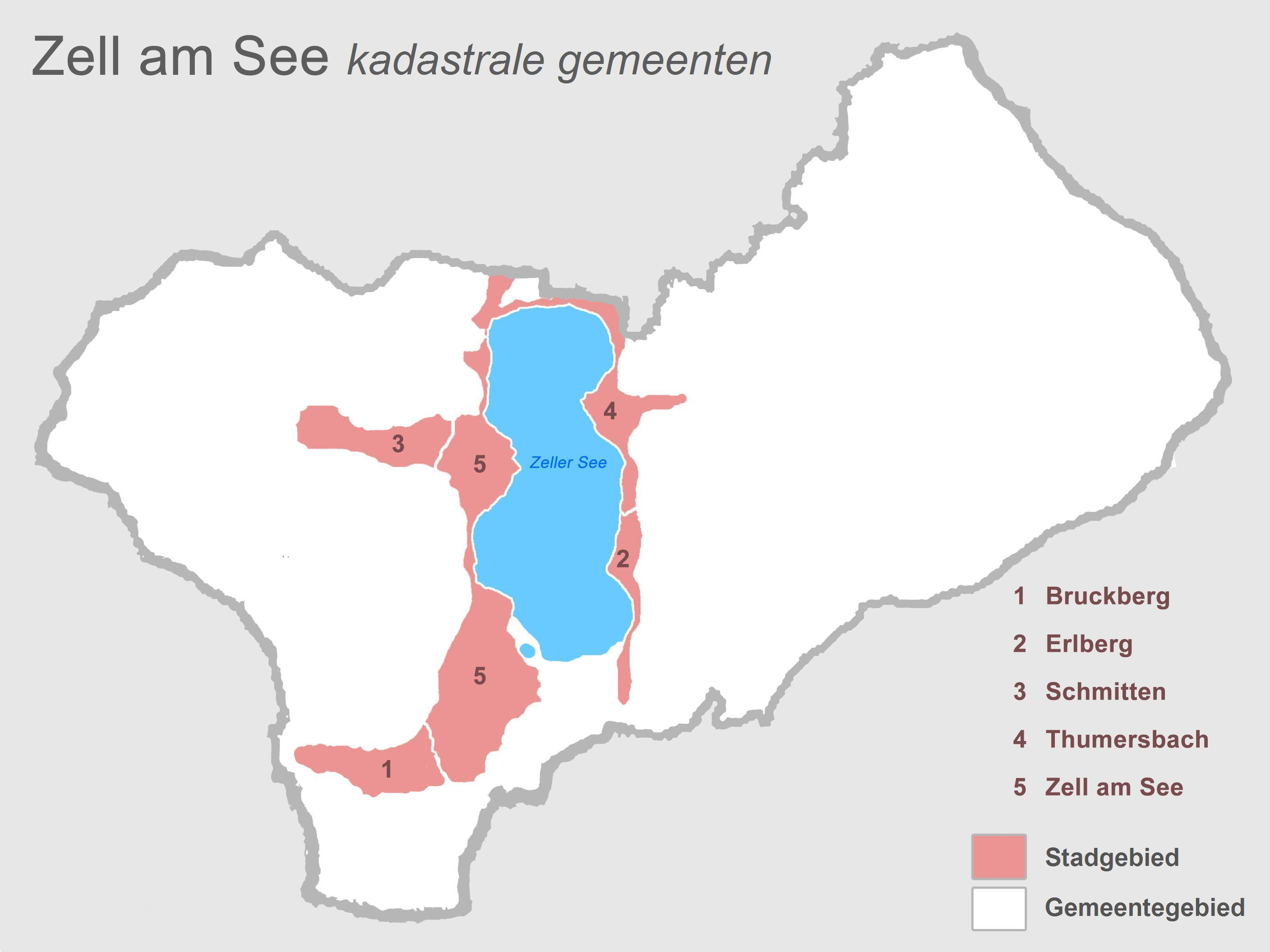
Zell am See kadastrale gemeenten

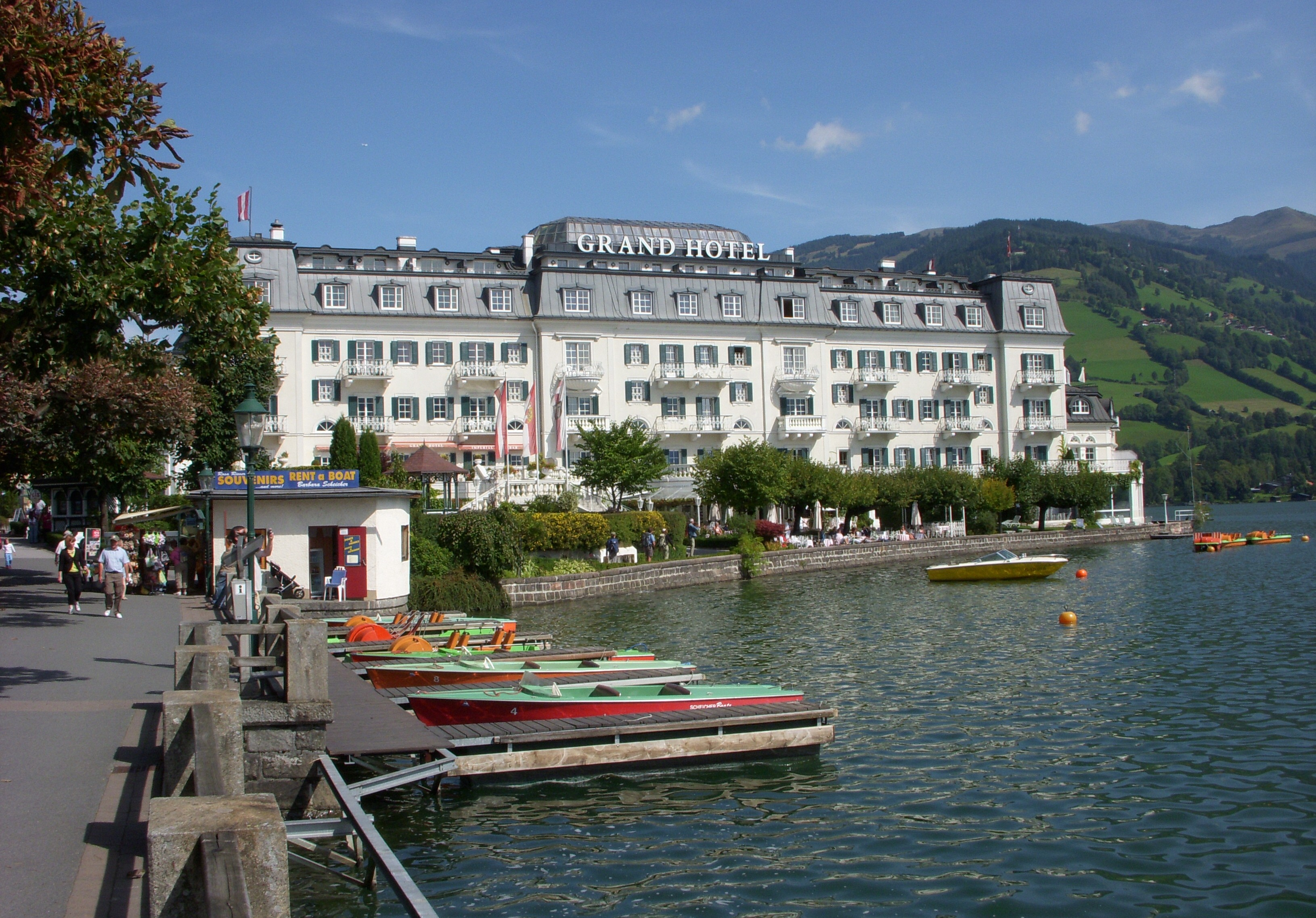
Uitzicht op het Grand Hotel

Zell am See is een plaats in Oostenrijk. Het ligt aan de Zeller See en vormt samen met Kaprun een wintersportgebied.
De stad Zell am See is onderverdeeld in vijf kadastrale gemeenten, in vijf Katastralgemeinden: Bruckberg, Erlberg, Schmitten, Thumersbach en Zell am See.

## Geschiedenis
De eerste aanwijzingen van deze stad dateren uit de Bronstijd.
Door opgravingen is het duidelijk geworden dat de plek waar Zell am See ligt al in de Romeinse tijd bewoond werd. De eerste vermelding van de plaats in het jaar 740 is van monniken in opdracht van de aartsbisschop van Salzburg, Johannes I, die het plaatsje Cella in Bisonzio stichtten. Zell am See behoort tot de oudste nederzettingen van de Bajuwaren in Pinzgau. De plaats kreeg marktrechten in 1357. Op 24 januari 1928 kreeg Zell am See stadsrechten.

## Wapen
Het gemeentewapen bestaat uit een zwart schild, met daarop de parochieheilige van Zell am See, Sint-Hippolytus, naar rechts gekeerd met een nimbus van goud, een hermelijnen hoed eneen over de linkerschouder geworpen mantel met wijde omslagen tot op de grond. In zijn rechterhand een wit kruisvaardersvaandel en in zijn linkerhand een zwaard, dat rust tegen de schouder.
De gemeentevlag heeft de kleuren wit-rood-wit.

## Onderwijs
Zell am See is een regionaal onderwijscentrum met scholen voor basis-, middelbaar, hoger- en beroepsonderwijs.

## Economie en infrastructuur
Zowel in de zomer als in de winter is de plaats op toeristen ingesteld. Samen met Kaprun is het een skigebied: Europa Sportregion. Daar wordt op de Schmittenhöhe geskied. De meeste skiliften in Zell am See beginnen in stadsdeel Schmitten. Het gebied is een van de belangrijkste toeristische gebieden in Oostenrijk. Behalve skiën kan er in de winter op het meer worden geschaatst. In de zomer kan er op verschillende manieren watersport worden bedreven.
Zell am See is een belangrijk transportknooppunt voor de regio. Aan de oever van de Zeller See ligt het station van Zell am See. De Salzburg-Tiroler-Bahn komt door Zell am See. Zell am See is het beginpunt van de Pinzgauer Lokalbahn naar Krimml. Ook kan men de postbus nemen naar bestemmingen in de streek.
Zell am See ligt aan de noordzijde van de Großglockner Hochalpenstraße.
In augustus wordt er het Zeller See Fest gehouden.

## Bezienswaardigheden
- Schloss Rosenberg, het huidige raadhuis,
- Parochiekerk van Sint-Hippolytus en
- Stedelijk Museum in de Kastnerturm.

## Skigebied
| hoogte plaats        | 750m    |
| hoogte skigebied     | 3.200 m |
| totale lengte pistes | 130 km  |
| blauw                | 50 km   |
| rood                 | 65 km   |
| zwart                | 15 km   |
| langlaufloipes       | 200 km  |

## Afbeeldingen

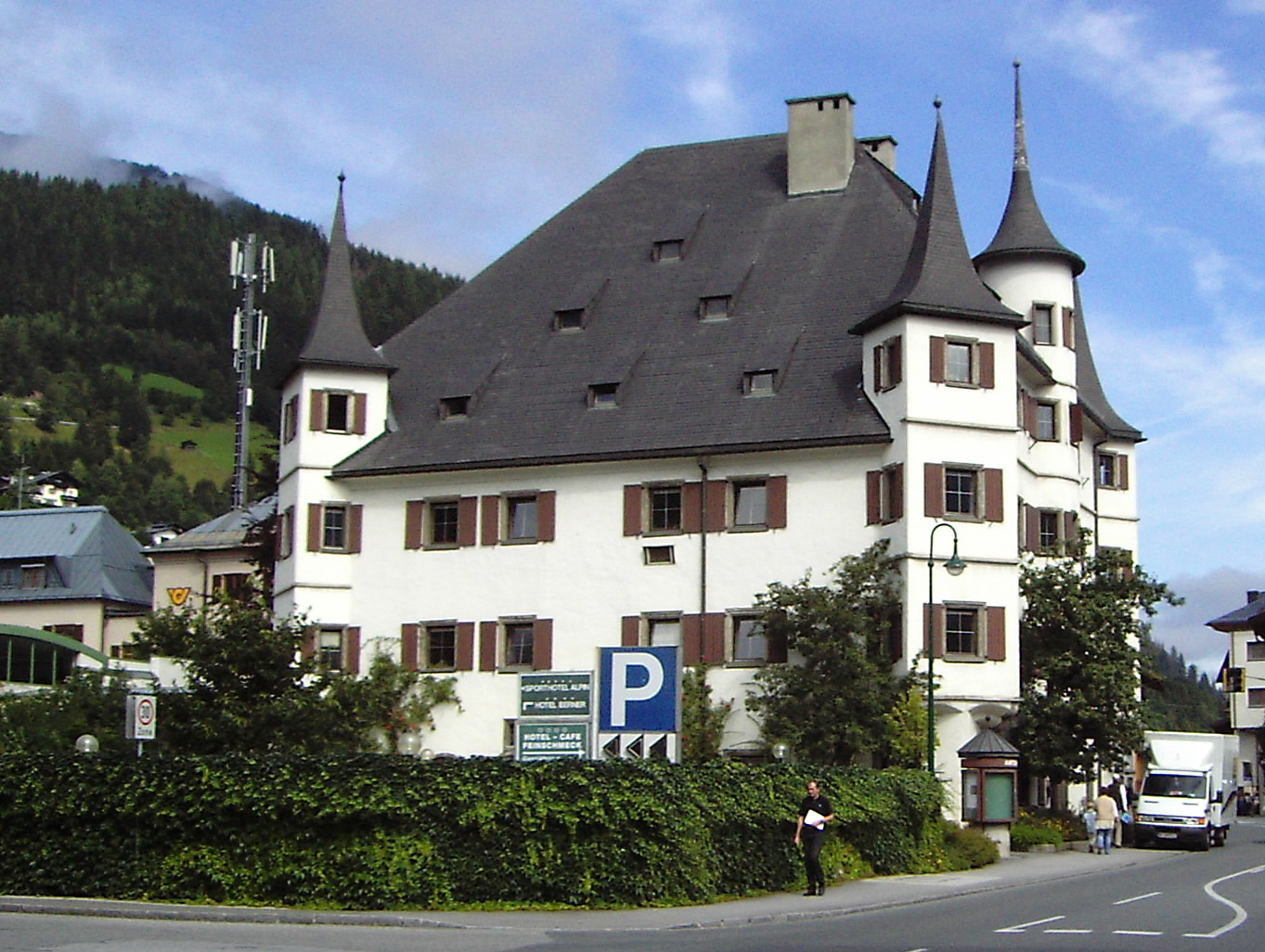
Schloss Rosenberg, het huidige raadhuis
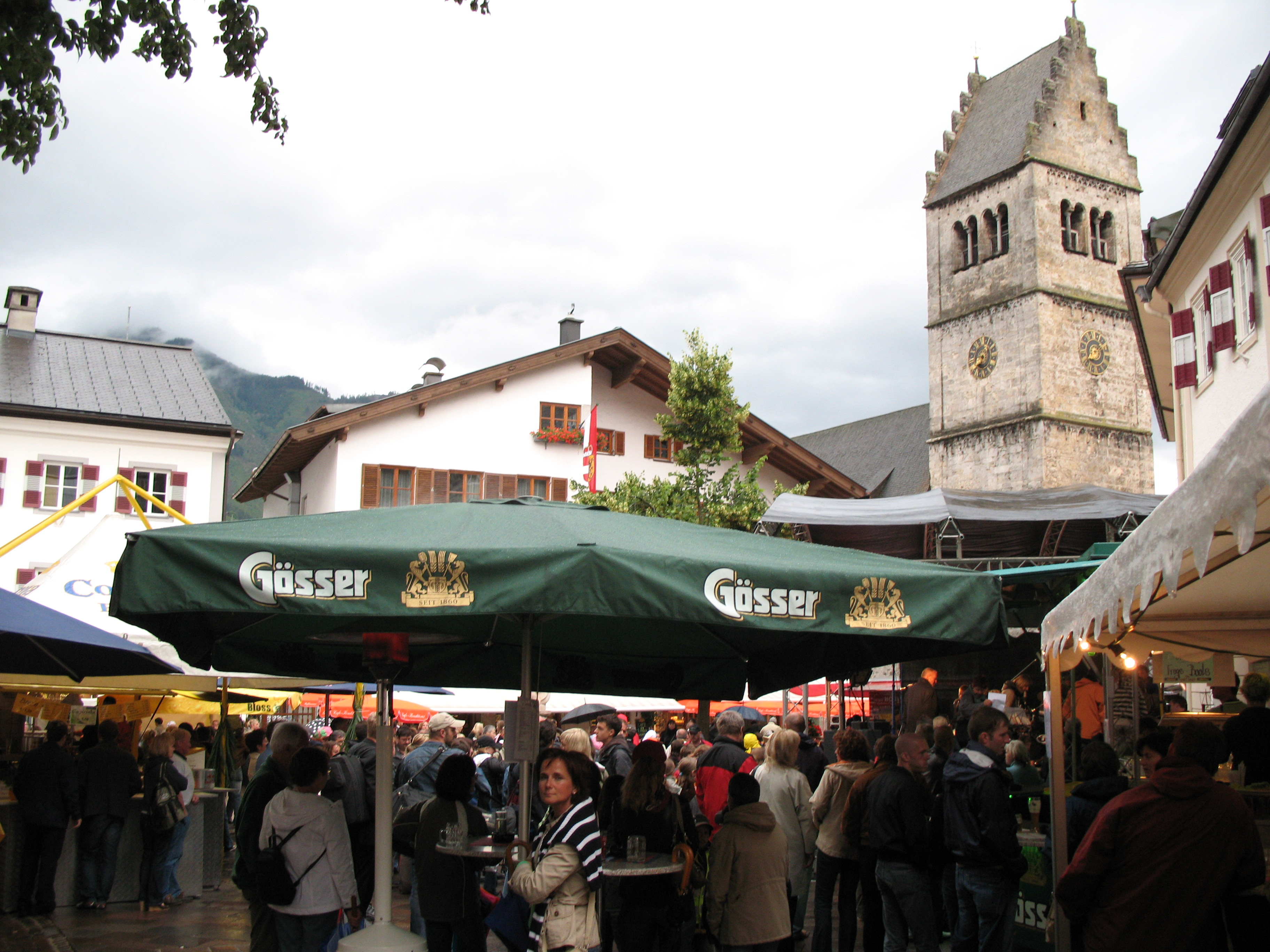
Stadtplatz
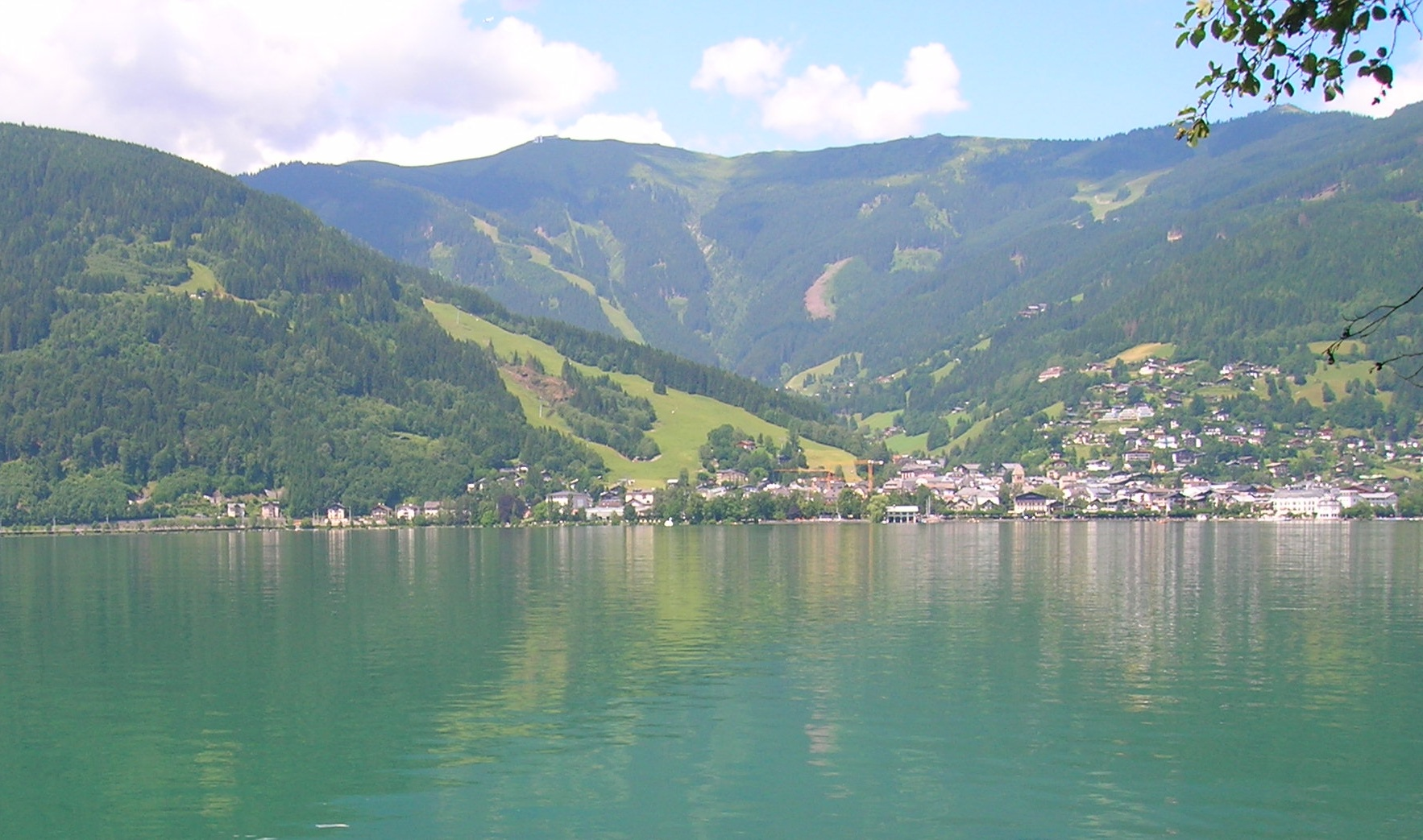
Gezien vanaf de Zeller See
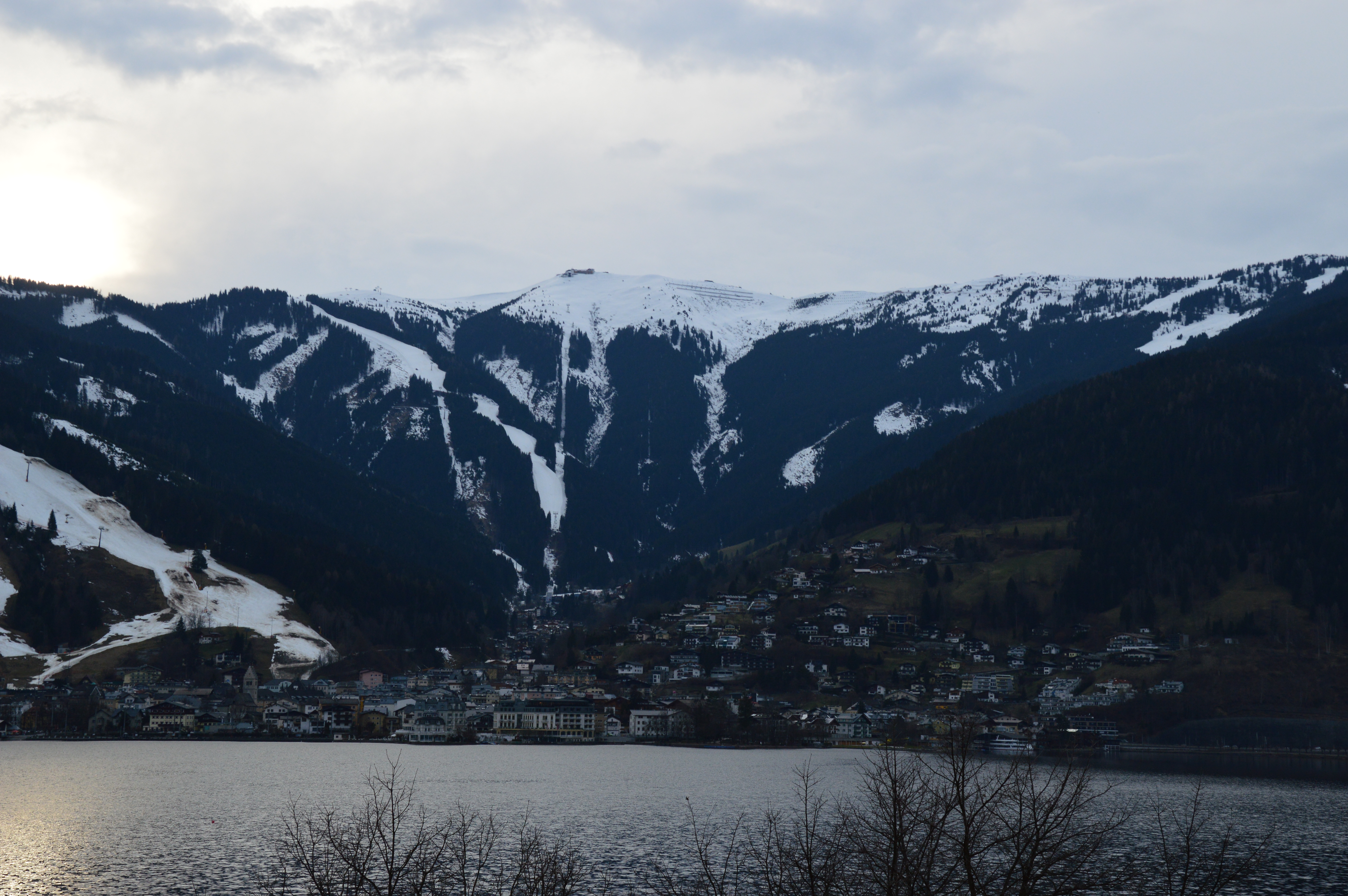
Zicht op Zell am See vanaf Thumersbach

## Bekende inwoners
De families Porsche en Piëch wonen in Zell am See en bezitten er veel land, onroerend goed, Bergbahnen en de luchthaven. Schloss Prielau, nu een skiresort, is eigendom van Wolfgang Porsche, zoon van Ferdinand. In een kapel naast Ferdinands voormalige onderkomen Schütgut, worden de overleden familieleden bijgezet.
Geboren
- Amar Dedić (2002), Bosnisch voetballer